# Gora Il’jushina
Gora Il’jushina (englische Transkription von russisch Гора Ильюшина Gora Iljuschina) ist ein Hügel im ostantarktischen Coatsland. Er ragt im östlichen Teil der Shackleton Range auf.
Russische Wissenschaftler benannten ihn. Der weitere Benennungshintergrund ist nicht überliefert.